# 微绿小遁蛛
微绿小遁蛛（学名：Micrommata virescens）为巨蟹蛛科小遁蛛属的动物。分布于古北区以及中国大陆的吉林、新疆等地，一般生活于灌木丛及草丛。其生存的海拔范围为1500至1300米。该物种的模式产地在欧洲。